# LitNet
LitNet is een onafhankelijke literaire website in het Afrikaans. De lijfspreuk van LitNet luidt: "Die huis met baie wonings." De website huisvest verscheidene pagina's waarin uiteenlopende zaken rondom schrijvers, boeken en recensies ter sprake komen. 
De website heeft een populairwetenschappelijk deel, waarin met lezers over het Afrikaans wordt gesproken en het heeft een wetenschappelijk deel, LitNet Akademies, waarin (voornamelijk Afrikaanstalige) academici in de disciplines natuurwetenschappen, geesteswetenschappen en rechtsgeleerdheid kunnen publiceren. De website heeft hiervoor een vergunning van het Zuid-Afrikaanse ministerie van onderwijs verkregen. Artikelen die na een collegiale toetsing in LitNet Akademies worden geplaatst, hebben dan de officiële status van wetenschappelijke literatuur.
Litnet wordt als onderneming gezamenlijk door Ligitprops 3042 BK en 24.com bestuurd met Etienne van Heerden als stichter en huidig hoofdredacteur. 
Het bestuurscomité van LitNet bestaat uit Etienne van Heerden, die Hofmeyr-professor binnen de Skool vir Tale en Letterkundes aan de Universiteit van Kaapstad is, en Russel Hanley, commerciële hoofdbestuurder van 24.com, de webafdeling van Media24. 
LitNet ging op 11 januari 1999 online en onderging in september 2006 en op 11 januari 2012 een metamorfose. 